# Jörl
Jörl (dänisch: Jørl, auch Hjørdel) ist eine Gemeinde im Kreis Schleswig-Flensburg in Schleswig-Holstein.

## Geographie

### Geographische Lage
Das Gemeindegebiet von Jörl erstreckt sich im Bereich der naturräumlichen Haupteinheit Schleswiger Vorgeest (Nr. 697) südwestlich des Unterzentrums Tarp. Das Gebiet ist ein Teilgebiet der Region Schleswigsche Geest. Das Hauptgewässer innerhalb der Gemeinde ist die Jörlau, ein orographisch linker Zufluss der Ostenau, welche das Wasser über die Arlau in die Nordsee weiterleitet. Prägend für dieses Gebiet ist das nur schwach geneigte Landschaftsrelief von Grundmoränen. Diese sogenannten Sandergebiete wurden zum Ende der Weichsel-Eiszeit durch das abfließende Gletscherwasser hervorgebracht.

### Gemeindegliederung
Großjörl (Store Jørl), Kleinjörl (Lille Jørl), Paulsgabe (Povlsgab), Rimmelsberg (Rimmelsbjerg), Rupel (Rubøl oder Rugbøl), Stieglund (Stiglund) und Südermoor liegen im Gemeindegebiet.

### Nachbargemeinden
Jörl grenzt an:
| Lindewitt  | Großenwiehe                                 | Janneby  |
| Löwenstedt | Kompassrose, die auf Nachbargemeinden zeigt |          |
| Sollwitt   | Süderhackstedt                              | Sollerup |

## Geschichte
Der Ort wurde 1240 erstmals als Jorlum erwähnt, 1462 findet sich die Form Iorle. Im Den Danske Atlas aus dem 18. Jh. heißt es Jordel. Der Name geht auf die altdänische Form iørul (entsprechend altnordisch jǫrvi) zurück und bedeutet Grus, Sandhöhe. Rupel (dän. Rubøl) könnte auf den altnordischen Tiernamen hrútr für Widder, auf den Rufnamen Ruki oder auf nordfriesisch Ruuke für Sandhaufen zurückgehen. Die Endung -pel entspricht der dänischen Endung -bøl, dt. -büll. Der Name Rimmelsberg geht auf dän. rimme (altn. rimi) für eine Dünenreihe oder einen Erdrücken zurück.
Die St.-Katharinen-Kirche wurde im 14. Jahrhundert errichtet. Der Glockenturm von 1914 ersetzte einen älteren Turm, der separat von der Kirche stand. Bis zum Deutsch-Dänischen Krieg bildete Jörl das Zentrum des Kirchspiels Jörl (dän. Jørl Sogn oder auch Hjørdel Sogn) innerhalb der Uggelharde.
Von 1889 bis 1968 war Jörl Sitz der Verwaltung des Amtsbezirks bzw. des Amtes Jörl. Seit dessen Auflösung gehört Jörl zum Amt Eggebek.

## Politik

### Gemeindevertretung
Bei der Kommunalwahl am 14. Mai 2023 wurden insgesamt elf Sitze vergeben. Diese fielen erneut alle an die Kommunale Wählergemeinschaft Jörl. Die Wahlbeteiligung betrug 52,9 %.

### Wappen
Blasonierung: „In Gold ein dreiteiliger grüner Wacholderzweig mit sieben schwarzen Früchten (Beeren).“
Das Wappen weist auf das Naturschutzgebiet Rimmelsberg hin, wo es eine Vielzahl  Wacholderbüsche gibt. Die sieben Beeren sollen die Ortsteile darstellen.

## Kultur und Sehenswürdigkeiten
In der Liste der Kulturdenkmale in Jörl stehen die in der Denkmalliste des Landes Schleswig-Holstein eingetragenen Kulturdenkmale.
Der Pobüller Bauernwald und die Binnendüne am Rimmelsberg sind ausgewiesene Naturschutzgebiete. Weiterhin befinden sich in der Gemeinde die NATURA 2000-Schutzgebiete Pobüller Bauernwald und Dünen am Rimmelsberg.

## Wirtschaft und Infrastruktur
Die Gemeinde ist überwiegend landwirtschaftlich geprägt, wobei die Milchwirtschaft überwiegt.

## Persönlichkeiten
- Heinrich Müller (* 1759 in Jörl; † 1814 in Kiel), evangelischer Theologe, Leiter des Lehrerseminars und Professor der Theologie an der Universität Kiel